# Canavalia picta
Canavalia picta är en ärtväxtart som beskrevs av George Bentham. Canavalia picta ingår i släktet Canavalia och familjen ärtväxter.

## Underarter
Arten delas in i följande underarter:
- C. p. elliptica
- C. p. picta